# Ulhasnagar

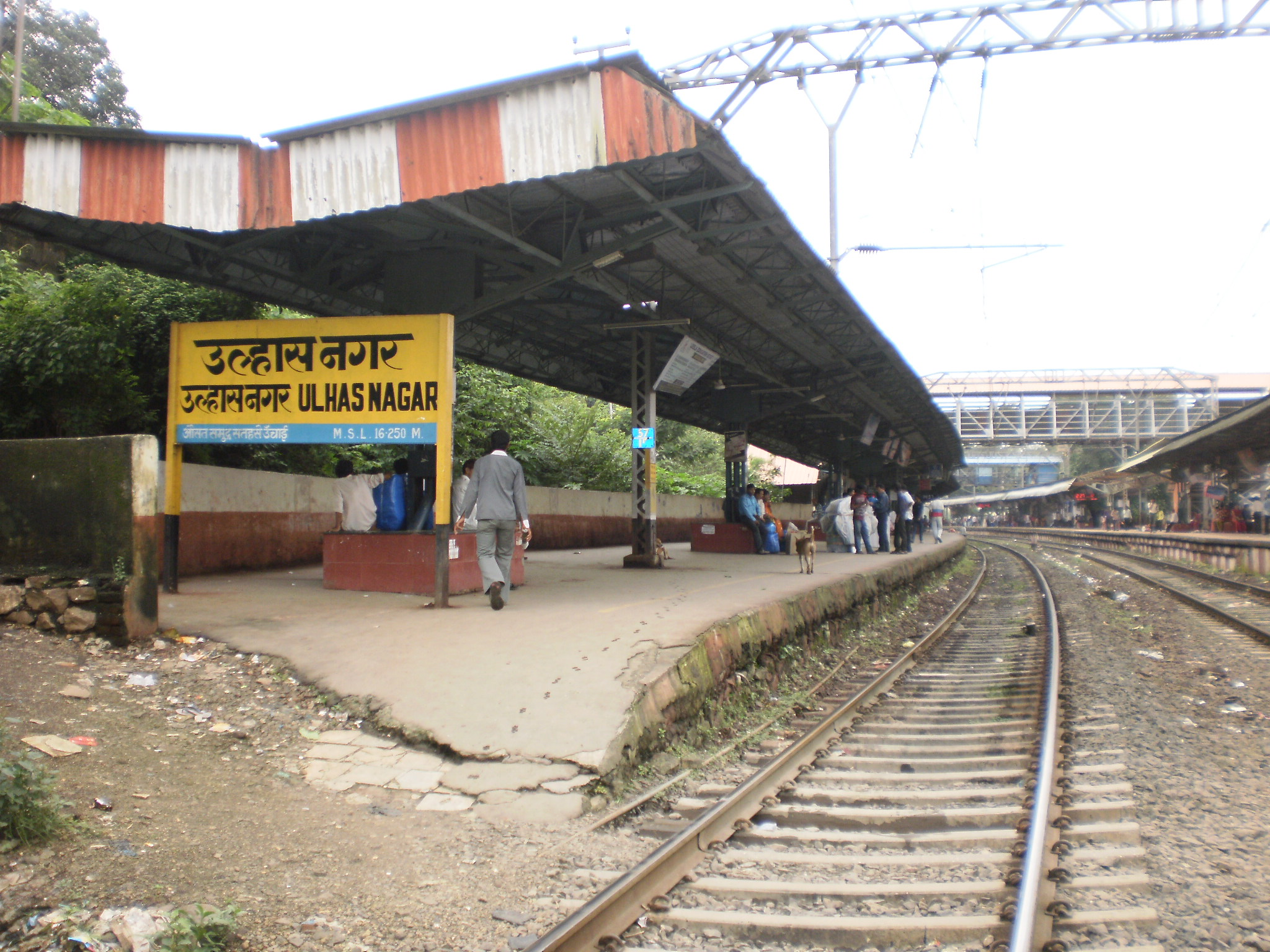
Estação ferroviária de Ulhasnagar (junho de 2000)

Ulhasnagar (híndi:उल्हासनगर) é uma cidade no estado de Maharashtra, em Índia.
Ulhasnagar fica no distrito de Thane.

## População
Em 2001, Ulhasnagar possuía 472,943 habitantes.